# Вежа-стовп у Белавіно

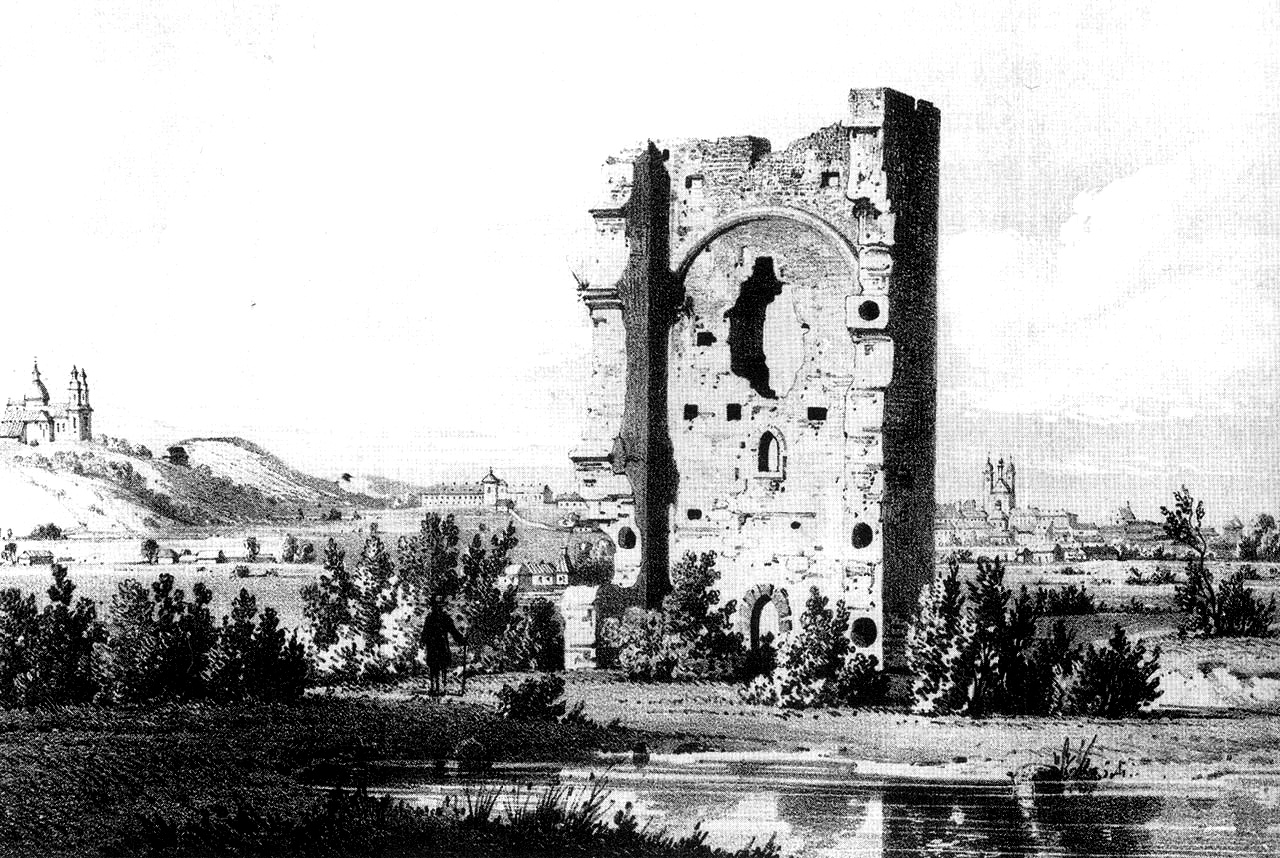
Руїна вежі на літографії А. Леруе 1860 р.

Вежа-стовп у Белавіно — рештки фундаментів оборонної і репрезентативної вежі ХІІІ — початку XIV століття у селі Белавіно неподалік Холма — столиці короля Данила Галицького. Сьогодні Холмський повіт Люблінського воєводства Польщі.

## Історія
У Літописі Руському під 1259 роком подано згадки про оборонні вежі навколо стольного міста Холм. Вони мали утворювати зовнішню лінію оборони, виконуючи роль сторожових постів. Вежа у Белавіно розташована на північ від Холма на пагорбі понад болотистою рівниною річки Угерки та її приток Дарки і Сличівки. За її фундатора вважають одного з князів династії Романовичів — Данила Галицького чи його сина Лева І, онука Юрія І.
Припускають, що вежа була знищена у другій половині XIV ст. в час польсько-литовської війни за Волинь, Холмщину, після чого її не відбудовували. Північна стіна стовпа з рештками прилеглих мурів заввишки 16,6 м простояла до 1 квітня 1944 року, коли її підірвали в час боїв. На залишках фундаментів у 1990-х роках було відновлено мур на висоту до 1 м.

## Вигляд
Вежа мала форму прямокутника із зовнішнім розміром 12,4 м × 11,8 м та внутрішнім розміром 9,2 м × 8,5 м, що відповідає давньоруському розміру 41 стопа на 39 стіп (внутрішній 30 на 28 стіп). Була збудована з ламаного каміння на вапняному розчині.
Припускають, що на першому ярусі містилась кухня та зберігались продовольчі запаси, а під ними знаходився невеликий льох, виложений деревом. На 2-3 ярусах з дерев'яними перекриттями знаходились житлові приміщення із барвними тинкованих стінах. Підлога четвертого ярусу була викладена поливяною плиткою, тинковані стіни ймовірно прикрашали фрески. Прорізи великих вікон, дверей були декоровані різьбою, зеленим каменем глауконітом. Ярус перекривало склепіння з поливяної цегли-пальцівки, а зовні оперізувала дерев'яна галерея гурдиція. Верхній п'ятий ярус призначався для розміщення сторожі і спостереження за околицями. Ймовірно, вежу завершував наметовий дах.

## Археологічні дослідження
Археологічні дослідження навколо вежі проводились у роках 1909—1911 та 1976, 1979, 1994, 1996, 1998. Згідно з цими дослідженнями ХХ ст. на теренах Заслуп'я навколо вежі розміщувались поселення протягом VI—XIV ст., що займали площу до 20 гектар і не мали укріпленого городища. На межі ХІІІ — XIV ст. навколо вежі ймовірно існували дерев'яні будівлі, але археологи так і не знайшли залишків укріплень навколо вежі.

## Галерея

Руїна вежі на поч. ХХ ст.
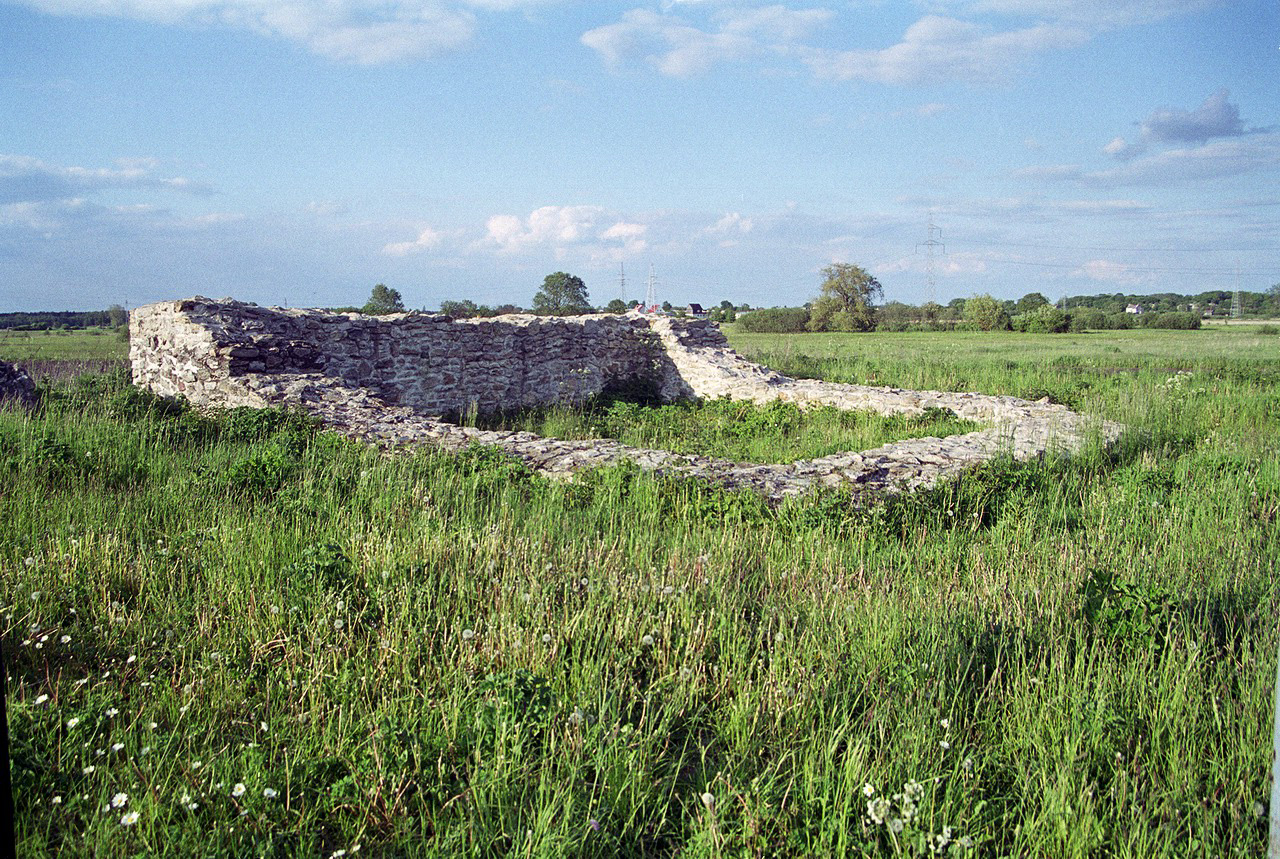
Залишки вежі в Белавіно, 2004 рік